# Александер Нелсон Ганселл

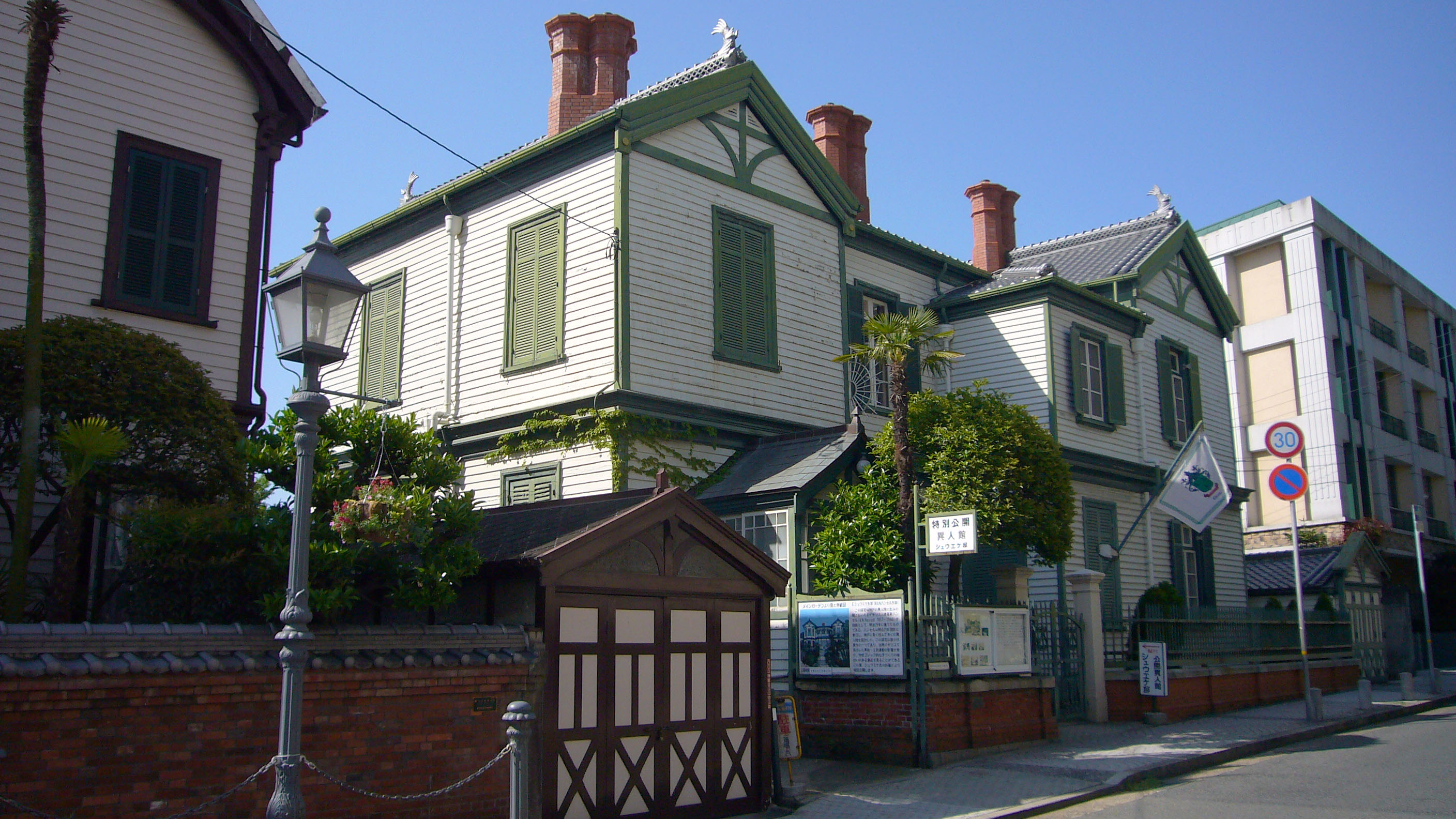
Садиба Тюеке — колишнє власне помешкання Ганселла

Александер Нелсон Ганселл (6 жовтня 1857 — 1940) — англійський архітектор. Від 1891 року дійсний член Королівського інституту британських архітекторів. Уродженець міста Кан у Нормандії (Франція). Його учнем був Ейкіті Йокояма.

## Життєпис

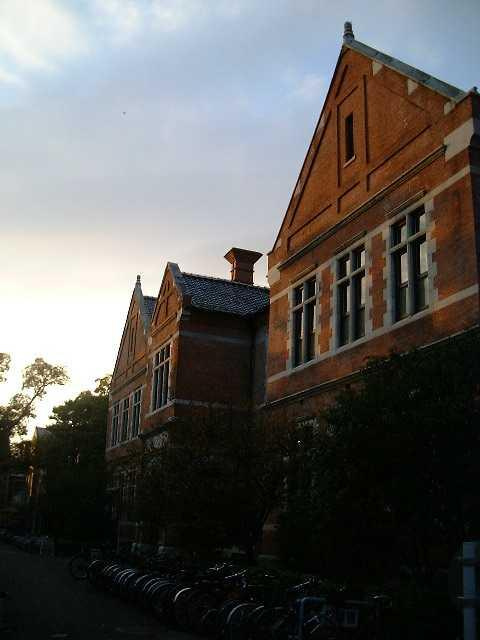
Фізико-хімічний корпус Гарріса в університеті Досіся — перший проєкт Ганселла в Японії

Александер Нелсон Ганселл народився 6 жовтня 1857 року в місті Кан у Нормандії (Франція). Його батько, англійський пастор Пітер Ганселл, був ректором Кінгсдона в графстві Сомерсет (Англія) перед тим, як 11 жовтня 1853 року його призначили консульським капеланом Кана. Згодом батько з сином повернулися разом до Сомерсета.
У якийсь момент Александер переїхав із Сомерсета до Вінчестера, де здобув фах архітектора, а далі, 1888 року, вирушив до Японії. Спочатку викладав англійську мову в семінарії, розташованій на 18-й ділянці поселення Кавагуті в Осаці, а потім почав працювати архітектором. Одним із найперших замовлень було проєктування фізико-хімічного корпусу Гарріса в Університеті Досіся (важлива культурна пам'ятка). Почавши з приміщення світського Клубу Кобе в поселенні чужоземців у Кобе, він спроєктував і багато інших будівель у самому поселенні та розташованій поруч зоні змішаного проживання.
Невгамовним горем для Александера стала загибель єдиного сина Кеннета на Першій світовій війні. По закінченні війни, 1920 року він переїхав до китайського міста Ханькоу, а згодом до Монако, де й помер.
Його власне помешкання на вулиці Ямамото в районі Тюо міста Кобе префектури Хіого відкрите для відвідування під назвою Садиба Тюеке.

## Основні роботи
В поселенні чужоземців Кобе та його околицях
- Первісна будівля Клубу Кобе — 1890 рік (у парку Хіґасі Юенті[ja], знищена 1945 року під час Другої світової війни)[7][9]
- Офіс Derakamp & Co[ja] на 122-й ділянці поселення — 1893 рік[10][11]
- Садиба Тюеке[ja] — 1896 рік, колишнє власне помешкання Ганселла[6]
- Приміщення клубу Конкордія на 126-й ділянці поселення[11] — 1896 рік[10]
- Генеральне консульство Німеччини на 115-й ділянці поселення[11] — 1901 рік[10]
- HSBC[en] на 2-й ділянці поселення[11] — 1902 рік[10]
- Jardine Matheson на 67-й ділянці поселення[11] — 1905 рік[10]
- Колишня садиба Гуґґенгайма[ja] — 1912 рік, тепер нею володіє Мітіо Дурт-Морімото
- Chartered Bank[ja] на 67-й ділянці поселення[11]
- Колишній будинок Шарпа[ja] (імовірно) — 1903 рік[10], важлива культурна пам'ятка
- Колишній будинок Гассама[ja] (імовірно[4]) — 1902 рік[10], важлива культурна пам'ятка

В інших місцях
- Фізико-хімічний корпус Гарріса в університеті Досіся — 1890 рік, важлива культурна пам'ятка[6]
- Зала Мейдзі в Школі святої Агнеси[ja] — 1895 рік, зареєстрована матеріальна культурна пам'ятка[ja]
- Колишня садиба А. П. Детлефсена — 1895 рік

## Нотатки
1. ↑  Був лише одним із двох членів КІБА в тогочасній Японії, а другим був Джосайя Кондер.[3]